# 美索不達米亞驚魂
《美索不達米亞驚魂》（英語：Murder In Mesopotamia）是阿嘉莎·克莉絲蒂的推理小說，1936年出版。故事主要發生在中東的一個考古發掘區，由艾蜜·雷瑟蘭護士的第一人稱視角敘述，偵探是赫丘勒·白羅。

## 情節簡介
護士艾蜜·雷瑟蘭受考古學家連納博士之雇，前往中東照看連納博士精神不穩定的妻子。連納太太雖然十分神經質，但對待雷瑟蘭護士的態度十分親切，私底下告訴她不少自己早年的經歷，包括連納太太以往與一位在美國國務院任職的青年佛瑞克·巴斯納結婚，但一發現對方是德國間諜，便立馬告發了他，據稱佛瑞克已經死亡，但後來連納太太仍收到他寄來的恐嚇信。
一天下午，連納太太被發現在自己房內的床上死去，顯然是被鈍器擊中頭部死亡。偵探赫丘勒·白羅正好在伊拉克旅行，收到瑞利醫生的來信後趕到了現場偵查。依照眾人的證詞，兇案發生時並無外人進入屋內，所以兇案必定是其中一名考古隊成員所為。
在連納太太葬禮後，考古隊成員詹森小姐忽然有了重大發現，但她當晚就被發現死自己房內的床上，死因為誤喝下鹽酸。白羅招集眾人，道出真相：原來殺死連納太太與詹森小姐的兇手居然是連納博士，他的真實身分其實是佛瑞克·巴斯納，當年他頂替了連納博士的身分以躲避當局追捕，並使用新身分與連納太太重新結婚（連納太太卻渾然不知），為防她出軌，便寫了那些恐嚇信。後來連納博士因發現太太與考古隊成員李察·蓋瑞有曖昧關係後，便用石磨打死了太太，而後又滅口察覺到真相的詹森小姐。

## 人物
- 赫丘勒·白羅，比利時裔偵探
- 艾蜜·雷瑟蘭，照顧連納太太的護士，本作的敘述者
- 露易絲·連納太太，考古學家連納博士精神不穩定的妻子
- 連納博士，考古學家
- 麥加多先生，考古隊成員
- 麥加多太太，考古隊成員
- 安娜·詹森小姐，考古隊成員
- 賴維尼神父，考古隊成員
- 李察·蓋瑞，考古隊成員
- 比爾·克爾曼，考古隊成員
- 大衛·奧莫特，考古隊成員
- 卡爾·芮德，考古隊成員，攝影師
- 瑞利醫生，內科醫師，白羅的朋友
- 雪拉·瑞利，瑞利醫生的女兒
- 梅特藍上尉，當地警察局的主管

## 創作靈感
自從克莉絲蒂與考古學家馬克斯·馬洛溫結婚後，都會陪他到伊拉克參與考古探險，這些經歷成為此書的創作靈感:272。連納太太的原型是考古學家連納德·伍利的妻子凱瑟琳·伍利。

## 評價
《阿嘉莎·克莉絲蒂通訊》編輯約翰·柯倫認為《美索不達米亞驚魂》「無法成為一流的克莉絲蒂小說」，兇手的身分雖使人吃驚，但「犯罪動機讓人懷疑」:276。
日本推理文學研究者霜月蒼認為《美索不達米亞驚魂》「總之就是缺了點什麼，不太像克莉絲蒂的風格」:46。

## 改編作品
2002年，被改編為電視劇《大偵探白羅》第八季第二集，其中添加了亞瑟·海斯汀的角色。